# Estació de Sant Vicenç de Calders
Sant Vicenç de Calders és una estació de ferrocarril propietat d'adif situada al municipi del Vendrell a la comarca del Baix Penedès, en el barri l'Estació de Sant Vicenç de Calders. L'estació es troba a la confluència de les línies de Barcelona-Vilafranca-Tarragona i de Barcelona-Vilanova-Valls per on circulen trens de la línies de rodalia de Barcelona R2 i R4, la línia de rodalia del Camp de Tarragona RT2 i les línies regionals R13, R14, R15, R16 i R17 de Rodalies de Catalunya, a més de línies de Mitjana Distància, totes elles operades per Renfe Operadora. Sant Vicenç de Calders és l'estació que tanca al sud l'anomenat vuit català.

## Història
Aquesta estació de la línia de Vilafranca i de la línia de Vilanova va entrar en servei el 24 d'abril de 1887 quan es va construir una estació enllaç entre aquestes dues línies que eren propietat de la Companyia dels Ferrocarrils de Tarragona a Barcelona i França (TBF), tot i que els trens circulen per aquesta zona des del 1865 quan es va obrir el tram entre Martorell i Tarragona (línia Barcelona-Vilafranca-Tarragona). L'enllaç i la construcció de l'estació són fruit de les obres destinades a unir diferents línies que posseïa TBF després de l'absorció de la companyia Companyia dels Ferrocarrils de Valls a Vilanova i Barcelona (VVB) que havia construït la Línia Barcelona-Vilanova-Valls i que havia obert el tram Calafell-Valls l'any 1883.
Inicialment les dues línies de ferrocarril es creuaven una per sobre de l’altra mitjançant un pas elevat, situat molt a prop de la futura estació. L'estació es va construir en una zona aïllada, envoltada de camps i aiguamolls, a tres quilòmetres del nucli urbà de Sant Vicenç de Calders, poble situat dalt d'un puig, que aleshores era un municipi independent del Vendrell. Es va situar entre les vies, tres a la banda de muntanya i tres a la banda de mar. L'enllaç de les dues vies i la construcció de l’edifici de l'estació dels viatgers i dels serveis van ser encarregats a l’enginyer Eduard Maristany i Gibert. L’edifici de viatgers era d’una sola planta, amb diferents dependències. El vestíbul, el restaurant i la sala d’equipatges ocupaven gairebé tot l’espai. Des d’aquell moment i fins als anys vint, es van anar construint els habitatges de la Colònia Ferroviària de Sant Vicenç de Calders. En perduren sis pavellons i tres edificacions: les del cap d’estació, el del sobreestant i el del Block.
El nombre de passatgers pujats l'any 2016 va ser de 672.000. D'aquests, 489.000 en serveis de rodalia i 183.000 en serveis regionals.

## Línia
- Línia 200 (Madrid-Sant Vicenç de Calders-Barcelona)
- Línia 240 (Sant Vicenç de Calders-Hospitalet de Llobregat)
- Línia 600 (Sant Vicenç de Calders-València/Tortosa)

## Serveis ferroviaris
És capçalera de dues línies, una que es dirigeix cap a Barcelona per la costa, la R2 Sud i l'altra que també va cap a Barcelona per Vilafranca del Penedès, la R4. En el cas de la primera línia, actualment tots els trens tenen com a destinació l'Estació de França fins al 2011 per a obres a la zona de Sant Andreu Comtal.
Antigament l'estació s'anomenava Sant Vicenç de Calders - Coma-ruga - el Vendrell, però a causa de la implantació de la denominació Rodalia el 1993 es va optar per reduir-lo a Sant Vicenç de Calders, encara que es trobi al costat de Coma-ruga.
| Procedència/Destinació                     | <             | Línia | >                                                        | Procedència/Destinació               |
| ------------------------------------------ | ------------- | ----- | -------------------------------------------------------- | ------------------------------------ |
| Rodalia de Barcelona                       |               |       |                                                          |                                      |
| terminal                                   | terminal      |       | Calafell                                                 | Estació de França ¹                  |
| terminal                                   | terminal      |       | El Vendrell                                              | Terrassa Manresa                     |
| terminal                                   | terminal      | obres | Calafell                                                 | Sant Andreu Comtal Granollers Centre |
| Rodalia del Camp de Tarragona              |               |       |                                                          |                                      |
| Port Aventura                              | Torredembarra |       | El Vendrell                                              | L'Arboç                              |
| Serveis regionals de Rodalies de Catalunya |               |       |                                                          |                                      |
| La Plana - Picamoixons Lleida Pirineus     | Roda de Mar   |       | terminal3 Calafell Vilanova i la Geltrú Barcelona-Sants² | Barcelona-Estació de França          |
| Lleida Pirineus                            | Torredembarra |       | Calafell Vilanova i la Geltrú Barcelona-Sants²           | Barcelona-Estació de França          |
| Reus Móra la Nova Flix Riba-roja d'Ebre    | Torredembarra |       | Calafell Vilanova i la Geltrú Barcelona-Sants²           | Barcelona-Estació de França          |
| Tortosa Vinaròs València-Nord              | Torredembarra |       | Vilanova i la Geltrú Barcelona-Sants                     | Barcelona-Estació de França          |
| Port Aventura                              | Torredembarra |       | Vilanova i la Geltrú Barcelona-Sants                     | Barcelona-Estació de França          |
| Casp Saragossa-Delicias Madrid-Chamartín   | Torredembarra |       | Barcelona-Sants                                          | Barcelona-Estació de França          |

1. L'actual recorregut de la R2 és provisional fins al 2011 fruit de les obres a Sant Andreu Comtal, per veure quins són els canvis que hi ha hagut vegeu R2 i R10.
2. MD: Alguns regionals no paren a Vilanova i la Geltrú, sent la següent o anterior Barcelona-Sants
3. MD: Només per als trens amb procedència o destinació La Plana - Picamoixons o Valls.

## Galeria d'imatges

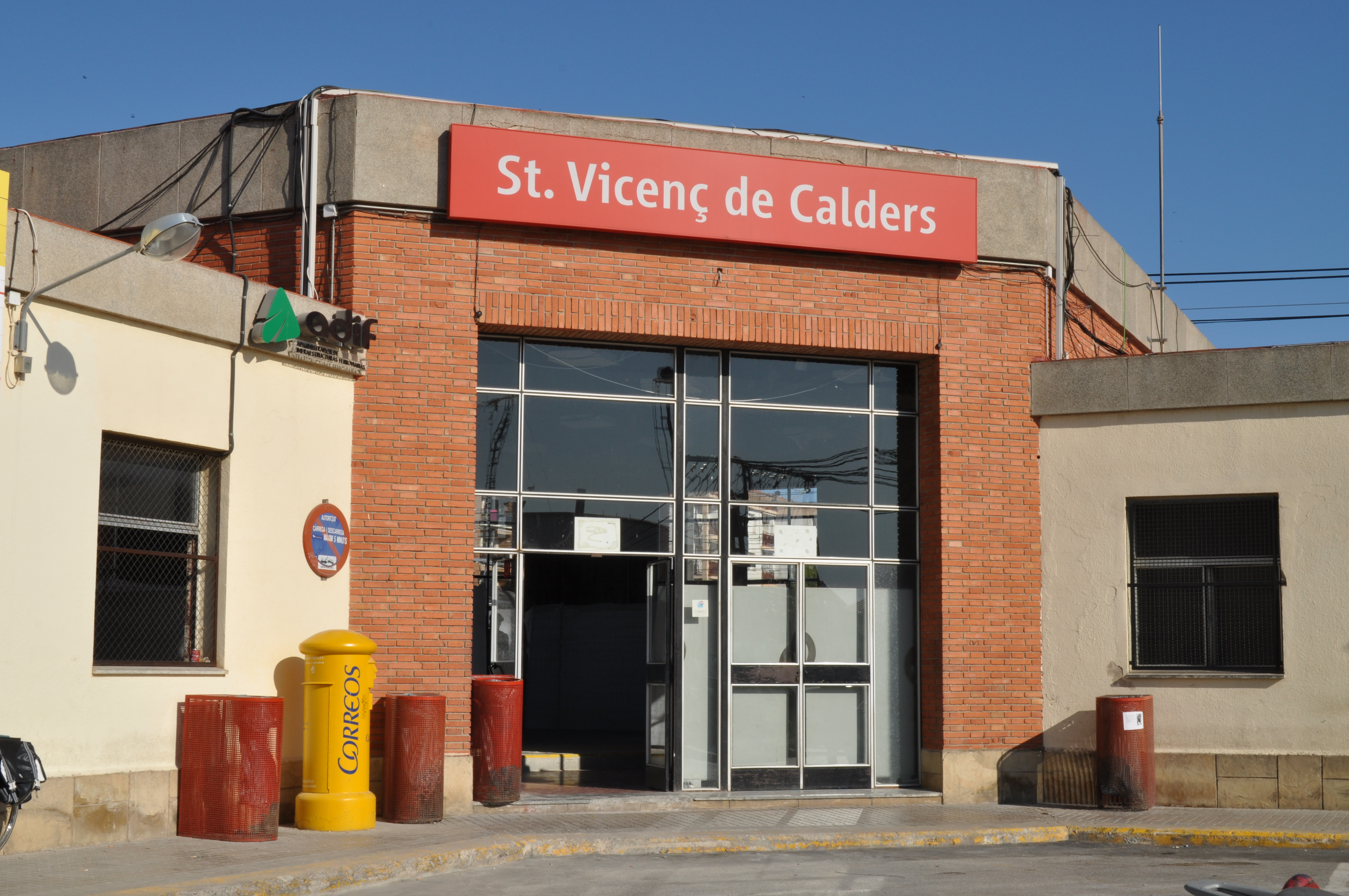
Entrada a l'estació
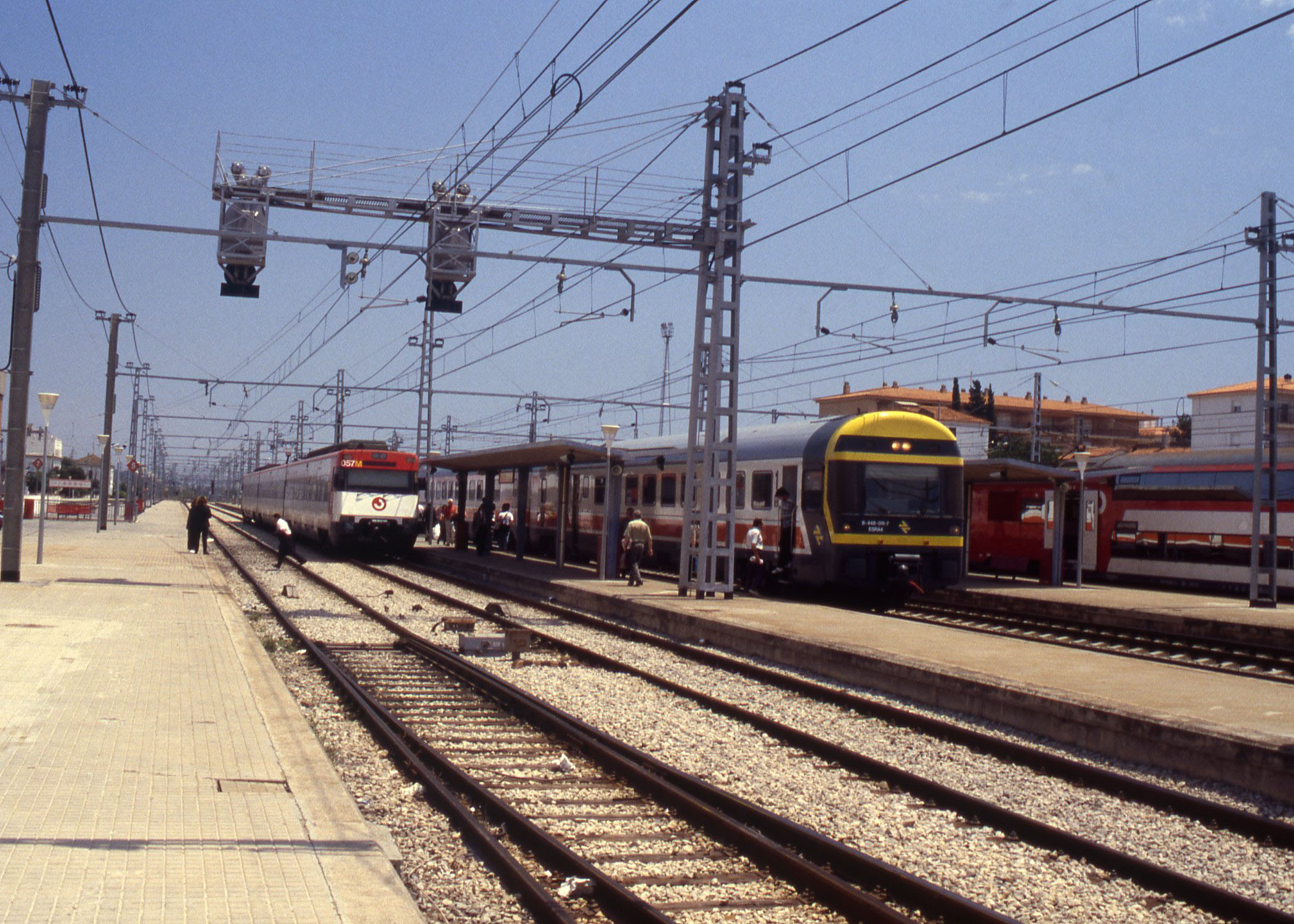
L'estació el 1999
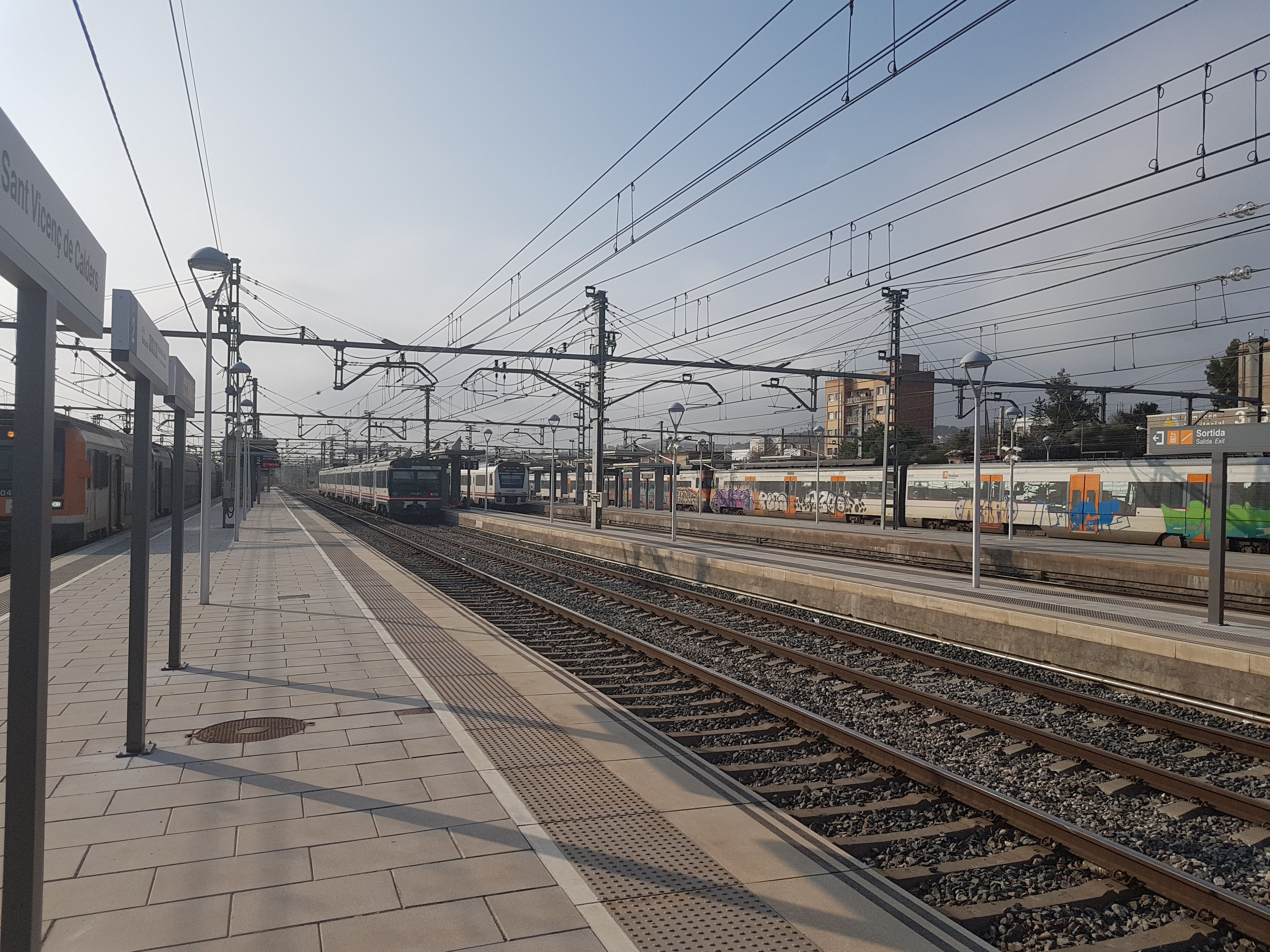
Per via 4 R2 Barcelona, per via 1 R14 Lleida i per via 5 R13 La Plana-Picamoixons
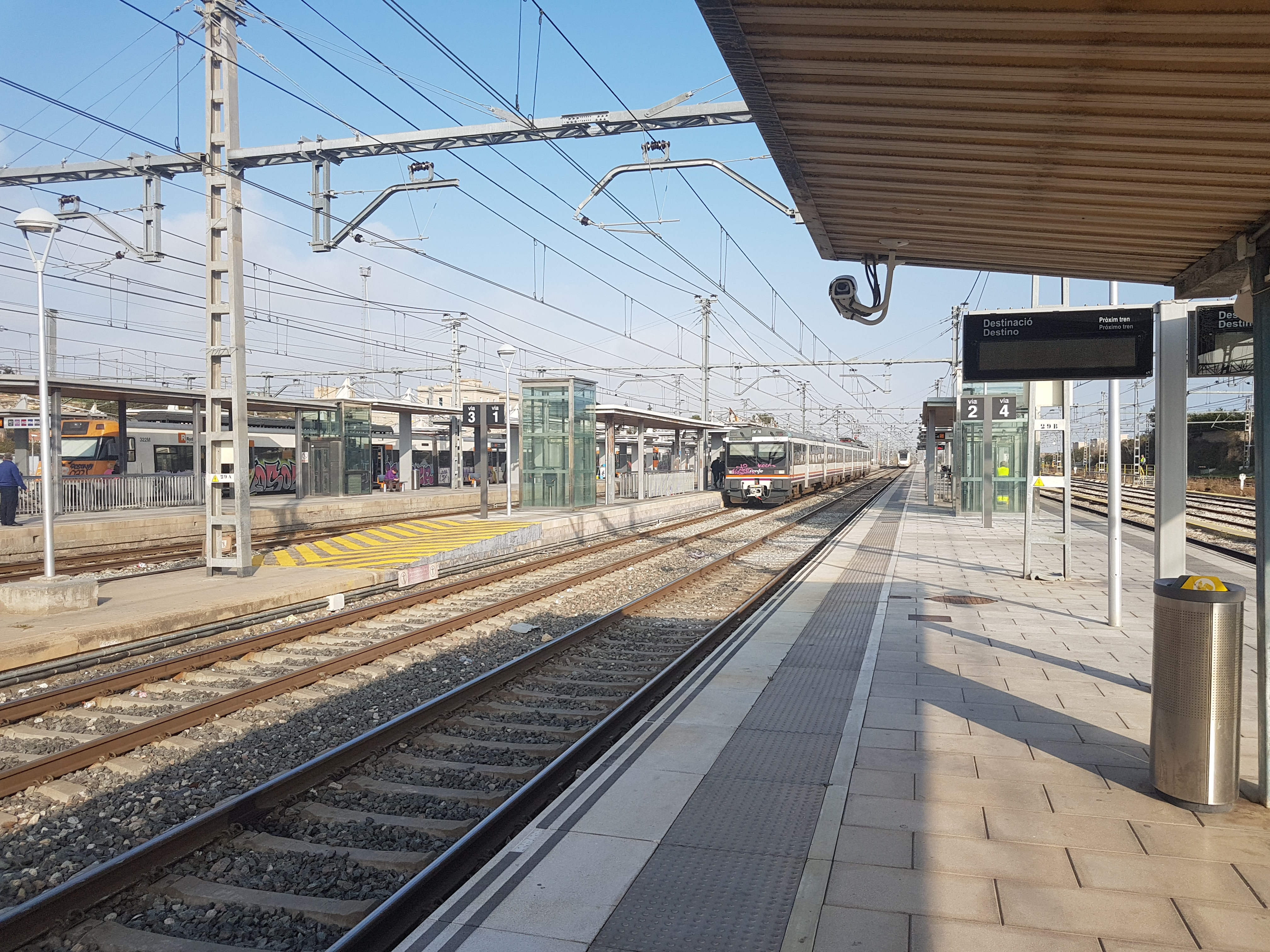
Per via 1 R15 Reus